# Haytabey
Haytabey ist ein Dorf im Landkreis Denizli der gleichnamigen türkischen Provinz. Haytabey liegt etwa 33 km nördlich der Provinzhauptstadt Denizli. Haytabey hatte laut der letzten Volkszählung 308 Einwohner (Stand Ende Dezember 2010).